# Sainte Tunique
Ne doit pas être confondu avec Saint-Suaire.

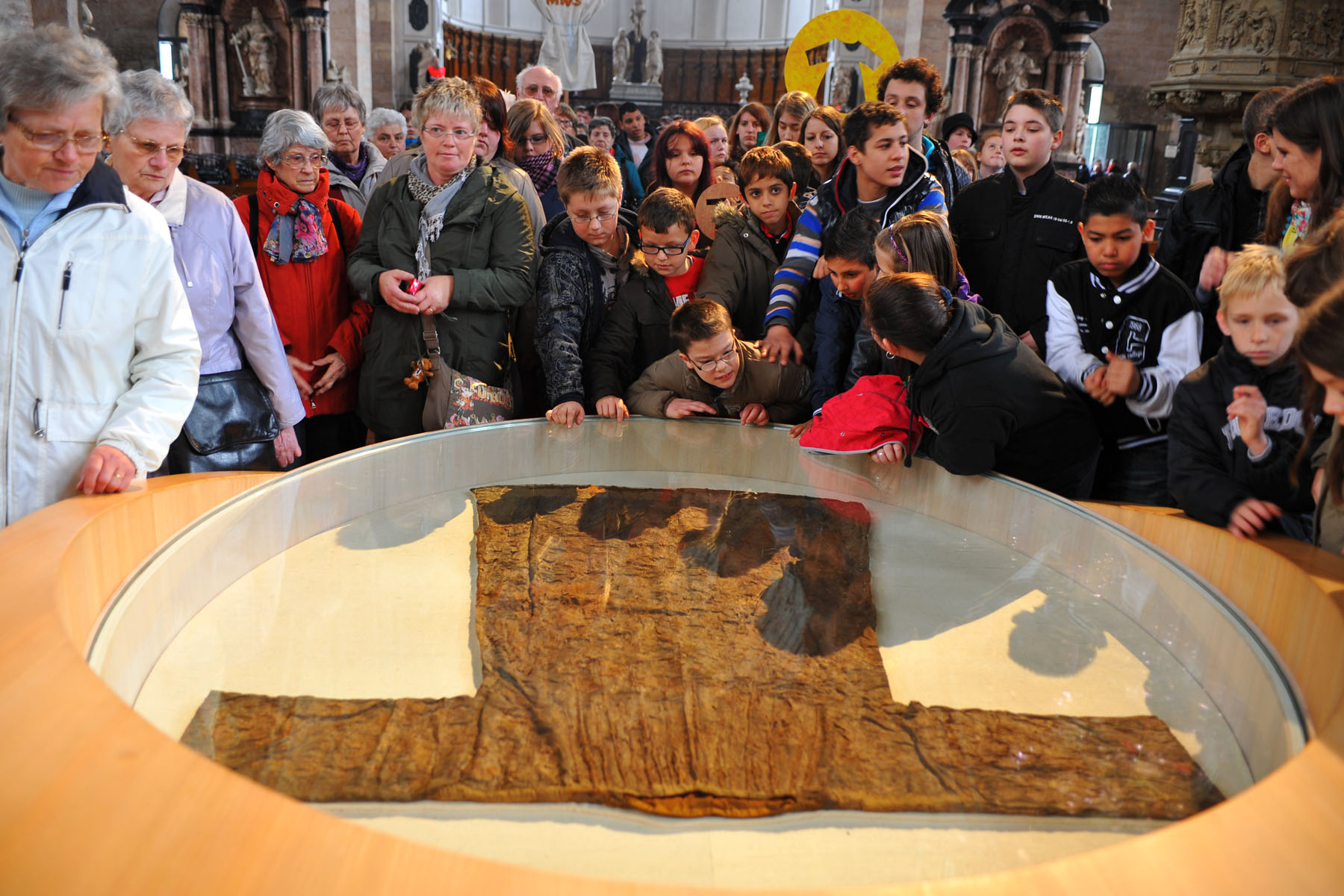
Ostension de la Sainte Tunique de Trèves.

La Sainte Tunique, dite aussi la Sainte Robe, est selon la tradition le vêtement porté par Jésus-Christ au Calvaire et tiré au sort entre les soldats chargés de son exécution. Au temps d'Hérode, les Juifs portaient habituellement sous le manteau (simba) deux tuniques : une épaisse de dessus (chetoneh, robe du type himation), une légère par-dessous (sadin, chemise du type chiton évoqué dans le Nouveau Testament).
La Sainte Tunique fait partie des reliques attribuées à Jésus. Une trentaine de tuniques revendiquées par différentes églises désireuses d'attribuer à leur région une aussi prestigieuse relique correspondent à une certaine juxtaposition rédactionnelle de traditions chrétiennes concurrentes qui se délégitiment mutuellement.

## Généralités

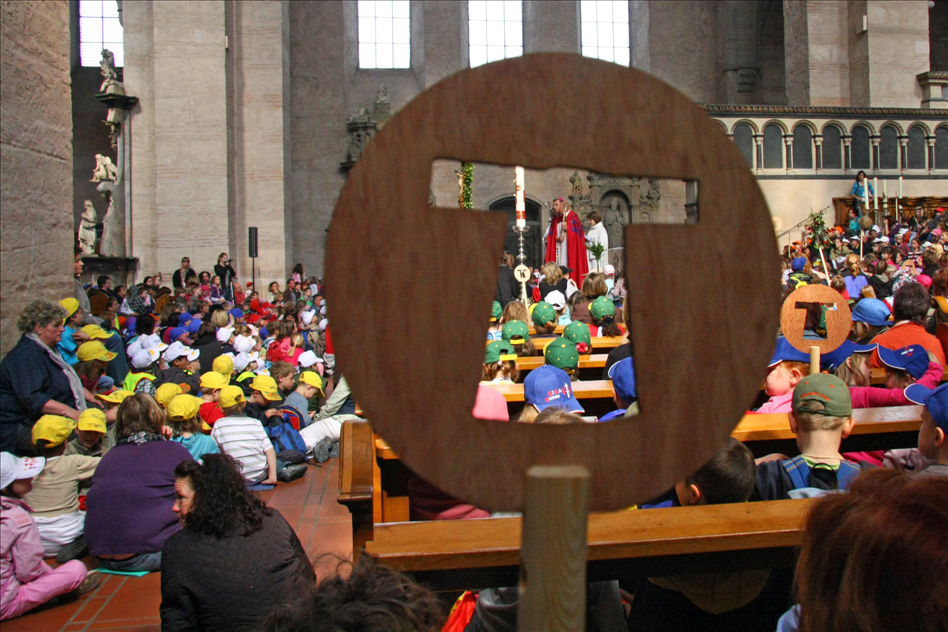
Jeunes enfants pendant les Heilig-Rock-Tage dans la cathédrale de Trèves.

Le plus célèbre des vêtements de Jésus demeure sans conteste la tunique inconsutile (sans couture) que la Vierge aurait tissée pour son fils, et que les Évangiles décrivent comme ayant été tirée au sort par les soldats romains après la crucifixion (Jean, 19, 23-24). Certains récits légendaires racontent que Marie la lui confectionna dès son plus jeune âge, qu'elle grandissait en même temps que lui et qu'il la conserva sans usure jusqu'au jour où elle fut tirée au sort entre les soldats chargés de son supplice (avec les sandales du Christ, le périzonium et la ceinture), ce qui en fait également une relique mariale. Au cours de l'Histoire, plusieurs tuniques ont été présentées comme l'authentique vêtement de la Passion du Christ. Celle d'Argenteuil et celle de Trèves sont entières. Moscou en revendique un large fragment. On en trouve aussi dans les églises romanes de Saint-Praxède et de Saint Roch, la cathédrale de Cortone, à Venise, à Aix-la-Chapelle, à Bamberg, à Brême, à Lokkum, à Abbeville, à Constantinople, à Londres et dans plus de 30 autres églises et monastères à travers le monde.

## Lieux de conservation
- Cathédrale de Svétitskhovéli où la tunique serait enterrée depuis le Ier siècle
- Trèves (Allemagne) : elle daterait du Ve siècle ou VIe siècle et aurait été donnée, avec son palais, par sainte Hélène (mère de Constantin) à son retour de Palestine en 326.
- Argenteuil dans le Val-d'Oise (France) depuis le début du IXe siècle
- Germia en Galatie (Asie Mineure) dès le VIe siècle
- Safed près du lac de Tiberiade (Haute Galilée) VIe siècle également
- Église du Prophète Élie de Iaroslavl, église de la Déposition-de-la-Tunique-du-Christ du Kremlin et cathédrale de la Dormition de Moscou, morceaux de la sainte Tunique

## La Tunique de Trèves

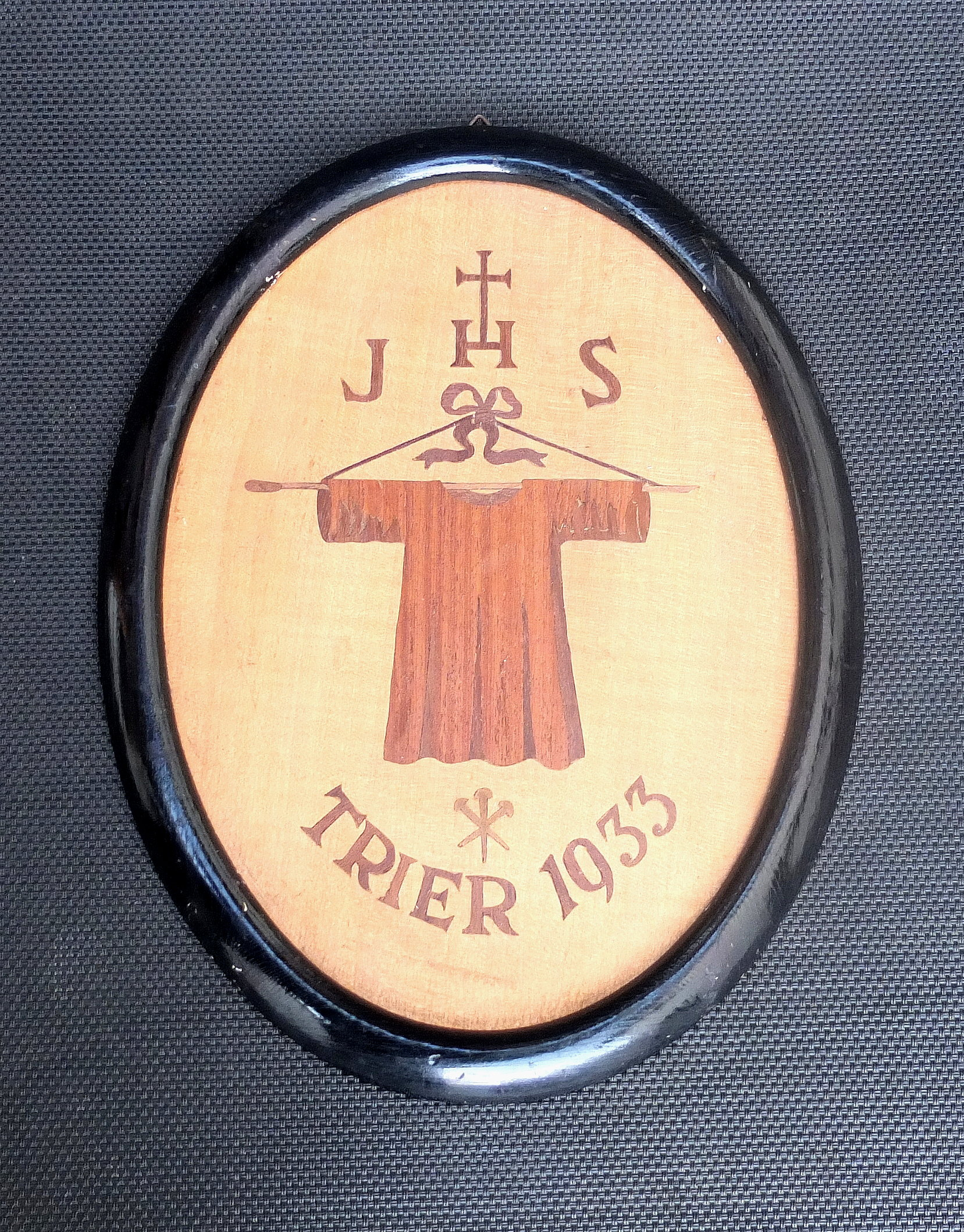
Sainte Tunique, 1933.

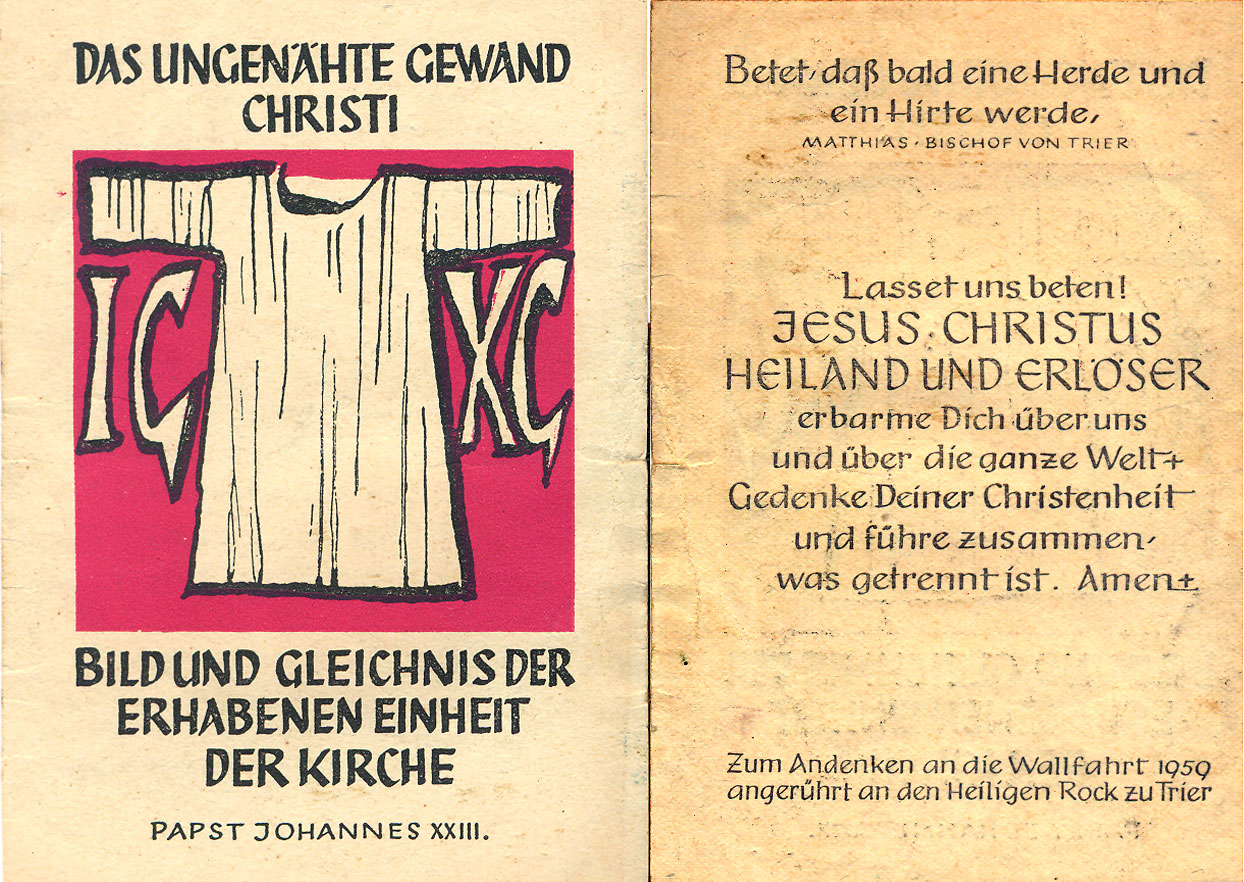
Sainte Tunique, 1959.

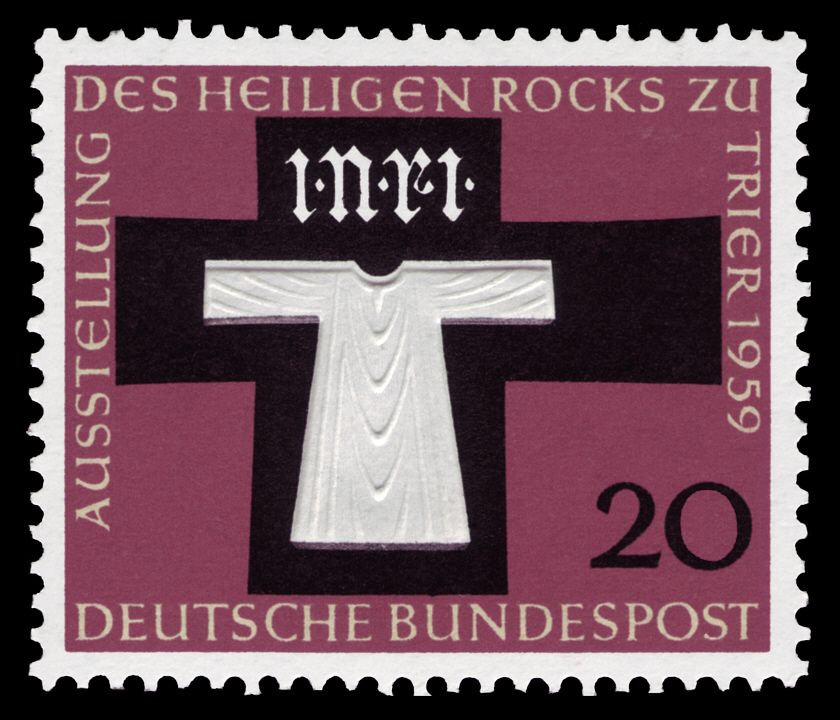
Allemagne, timbre postal de 1959.

La robe de Trèves aurait été envoyée en 327 par sainte Hélène, mère de l'empereur Constantin, au saint évêque Agrice de Trèves (en), l'une des villes les plus importantes d'alors, résidence des empereurs d'Occident. Malheureusement, les documents historiques font absolument défaut et l'on doit s'en tenir à ce qu'écrit le biographe d'Agritius, vers 1060 : l'évêque avait enrichi la cathédrale de Trèves « d'un clou de la passion et d'autres reliques du Seigneur non moins dignes de vénération que le clou lui-même », ce qui est fort peu précis. La tunique méritait plus. En 1196, l'archevêque Jean ayant fait entreprendre des travaux dans la cathédrale, la cassette contenant la Sainte Robe fut découverte. D'abord placée sous le maître-autel, puis éloignée de Trèves pendant un siècle, la caisse contenant la précieuse relique fut enfin déposée dans le trésor de la cathédrale. Lorsqu'on l'ouvrit, «on trouva dans l'intérieur une seconde caisse, couverte de cuir, fermée comme la première avec trois serrures; puis une troisième entourée de coton et enveloppée d'une toile. La toile ayant été enlevée, on vit que la caisse était garnie d'un lacet rouge et de vingt-cinq sceaux intacts, comme le portait le premier procès-verbal, puis de deux serrures. On y trouva une couche de coton et trois enveloppes de soie successives, l'une bleue, l'autre rouge et la troisième blanche. Enfin on vit la Sainte Robe elle-même conservée dans toute sa longueur, mais pliée dans le sens de la largeur. Elle fut enlevée avec le taffetas blanc et étalée sur l'autel de la chapelle. 
« Sur le devant elle parut comme écaillée, et on remarqua que précédemment, pour mieux conserver le vêtement, on y avait appliqué une étoffe très fine qui s'était détachée par l'effet du temps et tombait en petits morceaux. Beaucoup de ces morceaux furent ramassés par les assistants. On les a souvent appelés parcelles de la Sainte Robe ; mais ils n'en font pas partie : aucune parcelle de la Sainte Robe n'a été séparée. La haute antiquité du vêtement est évidente. Elle est plus brune à l'intérieur qu'à l'extérieur, blanchâtre en quelques places, grisâtre dans le reste.» 

### Critique historique
Dès le milieu du XIXe siècle, un chanoine de Trèves nommé J. N. Wilmowsky (1801-1880) émit l'opinion, après un examen attentif, qu'il s'agissait d'une étoffe en soie byzantine du Ve ou du VIe siècle ayant servi d'enveloppe à un lambeau de la tunique. Le chanoine fut fort mal jugé. En 1845, le journaliste Otto von Corvin, critiqua à son tour cette relique comme une supercherie.
Un comité d'enquête composé de douze membres procéda à un nouvel examen du 7 au 10 juillet 1890 et aboutit à la conclusion que rien n'avait pu être découvert « en contradiction avec les antiques traditions de l'Église de Trèves ». L'objet étudié n'est pas un lambeau ou un fragment, mais un « vêtement ». Le tissu, serré, uni et de couleur brunâtre, est en lin ou en coton. Une pièce de soie unie, très ferme et bien conservée, a été trouvée à l'intérieur. Par son côté postérieur la robe reposait sur une sorte de gaze. Collés sur le côté antérieur, ont été trouvés des lambeaux d'une étoffe de soie damassée, dans laquelle on peut encore apercevoir des dessins d'oiseaux, colorés en jaune et en rouge. Cette dernière étoffe correspond à la description de Wilmowsky. 
Ainsi que le pense Dom H. Leclercq, « en l'état actuel on ne peut faire la démonstration que la tunique n'a pas eu de coutures, par contre rien n'indique qu'elle en ait eu. Dans une question de cette nature où la foi n'est pas intéressée, mais seulement la critique et l'authenticité, on ne peut nier ou affirmer quand manque tout document historique… »

### Ostensions
Publiquement exposée en 1810, la relique attira plus de deux cent mille personnes. À la nouvelle ostension solennelle de 1844, le nombre dépassa le million. L'évêque de l'époque,  Wilhelm Arnoldi avait promis une indulgence plénière aux pèlerins. Ceci entraîna la colère du prêtre  Johannes Ronge qui accusa l'évêque de favoriser l'idolâtrie. Ronge fut alors excommunié ce qui entraîna la création de l'église schismatique des Catholiques allemands en décembre 1844.
Des expositions de la Sainte Tunique eurent encore lieu en 1933 et 1959. Plus de 1 700 000 pèlerins sont venus à Trèves en 1959, à l’occasion d’une ostension spéciale de la Sainte Tunique. La dernière date de 1996 (700 000 pèlerins). 
À l'occasion du 500e anniversaire de la première ostension de la Sainte Tunique à la Diète de Trèves de 1512, il s'est tenu, du 13 avril au 13 mai 2012, un pèlerinage qui avait pour thème « Réunissons ce qui est séparé ». L'après-midi du 13 avril, au cours d'une messe pontificale dans la grande cathédrale de Trèves, présidée par le représentant du pape, le cardinal Marc Ouellet, la Tunique a été dévoilée et rendue accessible au public. Environ 550 000 pèlerins se sont rendus à Trèves. On peut spéculer sur 2033, le 2 000e anniversaire de la crucifixion et de la résurrection de Jésus-Christ.

## La Tunique d'Argenteuil

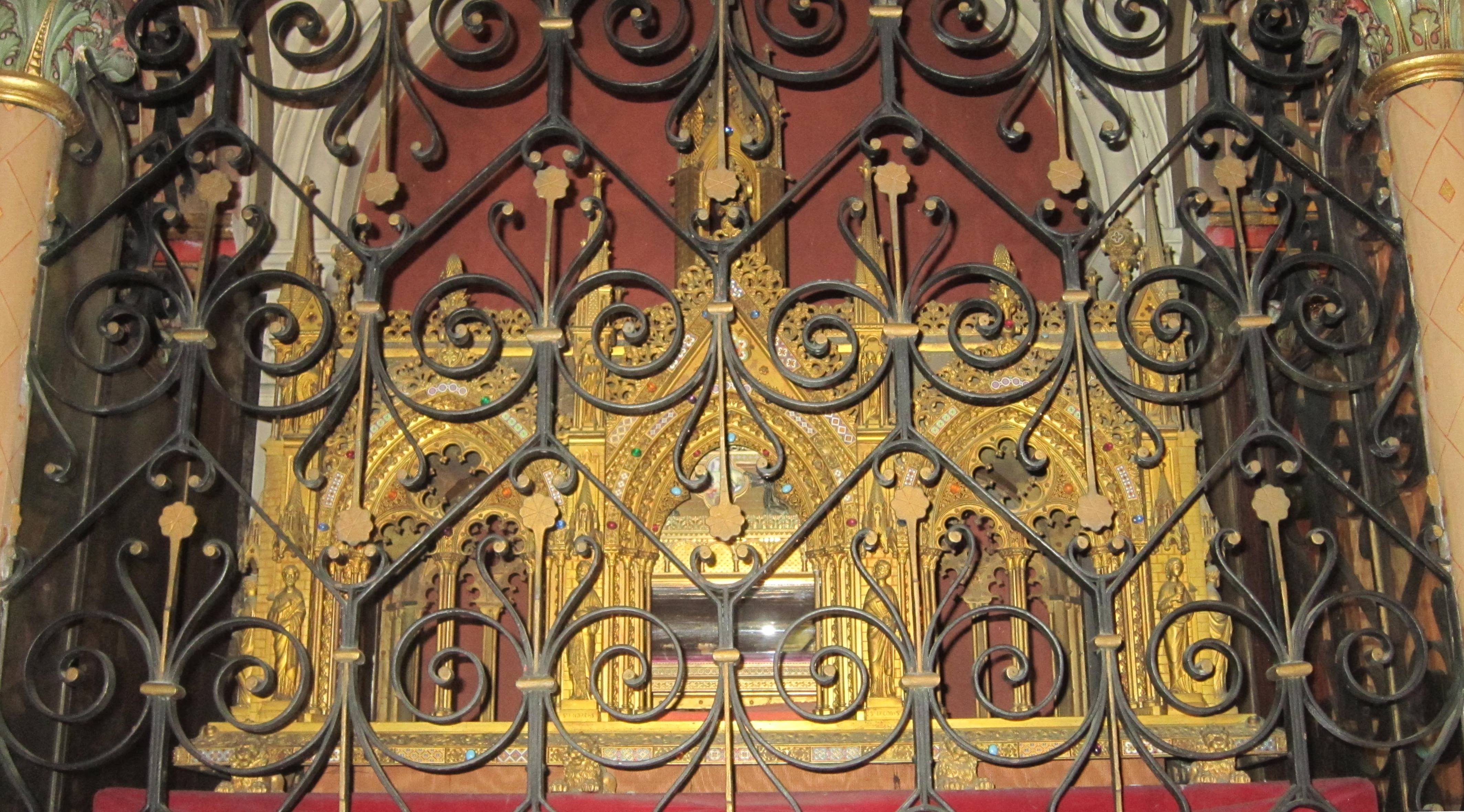
Basilique d'Argenteuil.
Reliquaire de la Sainte-Tunique.

La tunique d'Argenteuil est vénérée comme une relique authentique, apportée par Charlemagne. La première mention authentifiée par un document de la tunique à Argenteuil date de 1156. D'après la datation récente au carbone 14, effectuée en 2004 à l'initiative du sous-préfet d'Argenteuil, Jean-Pierre Maurice (avec l'accord de la municipalité - Philippe Métézeau, adjoint au maire, de l'Évêque de Pontoise Jean-Yves Riocreux et du Ministère de la culture-conservatoire des Monuments historiques) elle a été confectionnée entre 530 et 640.
Il est surprenant que des documents anciens, (notamment une charte de 1156) relatant la redécouverte de la Sainte Tunique, aient disparu il y a une vingtaine d'années probablement. Ce document indiquait que  Louis VII, roi de France, était présent à Argenteuil lors de l'annonce de cette « redécouverte ». Mais, tout comme pour la venue de Charlemagne à Argenteuil en 800-804, aucune relation d'historien n'en fait état. Autre élément d'ambigüité : à l'époque des incursions Vikings ou peu avant, Théodrade a quitté le couvent d'Argenteuil et s'est réfugiée au monastère de Schwarbach en Francie orientale où elle est décédée en 848 sans avoir révélé l'existence de la Sainte Tunique. Était-ce un secret bien gardé ?
Selon les Évangiles, les bourreaux étaient au nombre de quatre et se sont partagé les vêtements du Christ. Il existe de nombreuses représentations picturales de Romains jouant aux dés cette tunique.

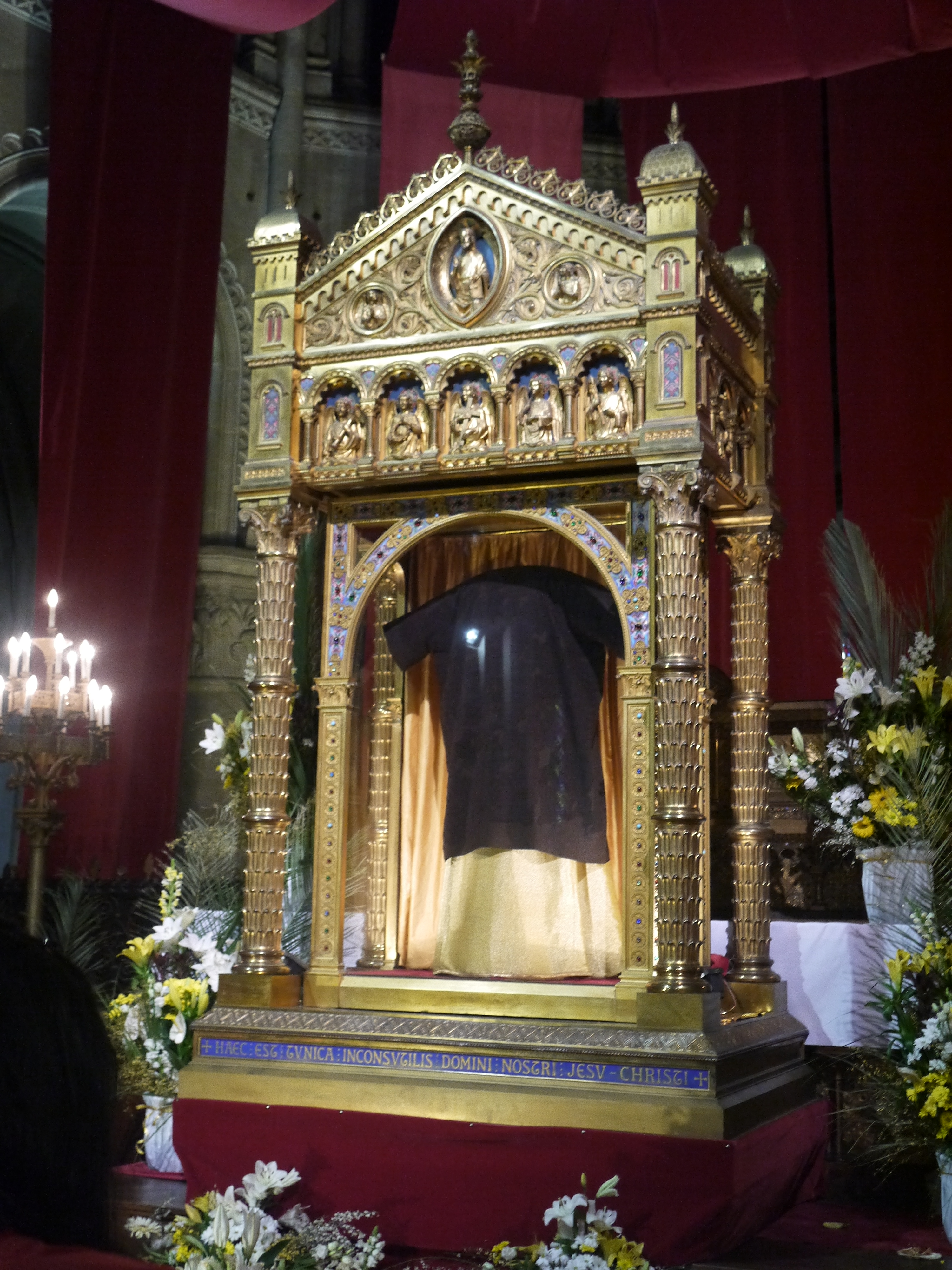
Ostension en 2016 de la tunique d'Argenteuil restaurée.

Selon la légende, la tunique aurait été retrouvée au IVe siècle par sainte Hélène, mère de l'empereur Constantin, puis conservée à Constantinople jusqu'au VIIIe siècle. En l'an 800, l'Impératrice de Byzance, Irène, l'aurait ensuite offerte à Charlemagne lors de son sacre comme empereur d'Occident. Et celui-ci l'aurait donnée en garde au monastère de l'Humilité-de-Notre-Dame d'Argenteuil, dont sa fille Théodrade était prieure. En 850, les Normands pillèrent le hameau d'Argenteuil et la basilique Saint-Denys. Avant leur arrivée, la tunique avait été cachée dans un mur. En 1003, l'abbaye a été reconstruite et la relique retrouvée. Elle est ensuite vénérée jusqu'au XVIe siècle, mais elle aurait brûlé partiellement ou aurait été cachée lors de la prise d'Argenteuil par les huguenots en 1567. 
Sous la Révolution, le prieuré bénédictin est supprimé, et la relique remise à l'église paroissiale. Mais en 1793, le curé d'Argenteuil Ozet la découpe en morceaux et l'enterre dans son jardin avant d'être emprisonné durant deux ans. En 1795, il ressort la tunique et fait recoudre les différents fragments. Les pèlerinages et les ostensions solennelles reprennent au XIXe siècle, en principe tous les cinquante ans.  
Le 13 décembre 1983, le père Guyard, curé de la paroisse Saint-Denys, découvre le vol de la tunique. Le reliquaire où repose la relique a été volé. Des anarchistes peu crédibles revendiquent le vol. Le 2 février 1984, le père Guyard reçoit un coup de téléphone d'un inconnu promettant de restituer le trésor à la condition de conserver le secret sur les noms des ravisseurs. Le soir même, la tunique retrouve son écrin à la basilique Saint-Denys. La plainte est retirée et le secret toujours gardé[réf. souhaitée]. 

### Critique historique
L'authenticité de la Tunique d'Argenteuil, comme toutes les reliques remontant à l'époque du Christ, peut être mise en doute par la critique historique du document, par exemple, son émergence médiévale (1156), soit plus de mille ans après les faits. Déjà à la fin du XIXe siècle, en 1892 et 1893, et encore plus tard en 1931, des chimistes se livrèrent sur le tissu à des expériences précises qui prouvèrent la nature animale des fils, son ancienneté, sa coloration à l'aide de la garance ou du cachou, sa maculation enfin par des taches de sang (qui forment de larges empreintes sur la partie dorsale de la sainte tunique pouvant correspondre au fait qu’après la flagellation, le Christ a été rhabillé pour porter la croix et monter au Calvaire), mais n'apportèrent rien en ce qui concerne l'authenticité.
André Lesort, dans le Dictionnaire d'histoire et de géographie ecclésiastique, écrit : «Nous nous trouvons ici en présence d'une tradition qui ne paraît pas remonter au-delà du XVe siècle finissant et, dans tous les cas, n'est appuyée d'aucun témoignage antérieur au XVIe siècle. Le vêtement qui en est l'objet est, sans contestation possible, un tissu de laine sans couture, provenant de l'Orient et confectionné dans les premiers siècles de notre ère. Il se peut qu'il ait été revêtu par le Sauveur du monde. À ce titre, il est depuis plus de quatre siècles l'objet d'une dévotion qui a été encouragée par l'autorité ecclésiastique et qui a provoqué des interventions miraculeuses. C'est, croyons-nous, les seules conclusions auxquelles puisse s'arrêter la critique. »
Dom H. Leclercqparaît beaucoup plus net. Puisque le tissu est de laine fine et de type copte, «il ne peut s'agir de la tunique du Sauveur qui, suivant les usages hébraïques, devait être tissée en lin ou en coton. » De plus, la date de 1156 étant insoutenable et la relique demeurant privée de toute attestation entre le Vendredi Saint et l'année 1156, «on ne saurait, dit-il, contester que l'espace ne soit un peu long». 
Des études réalisées en 2003 par Sophie Desrosiers, spécialiste des textiles anciens, et les analyses menées en 2004 au Laboratoire des Mesures du Carbone 14 de Saclay (CEA), à la demande de Philippe Métézeau premier-adjoint au maire d'Argenteuil, ont daté le tissage de la tunique des VIe – VIIe siècles de notre ère (entre les années 530 et 650), avec une probabilité de 95,4%. Ces résultats ont été rendus publics par l’évêché de Pontoise en décembre 2004. 
En 2005, une nouvelle datation par le laboratoire d'Archéolabs, situé à Zurich, le rajeunit de 2 siècles (670-880), avec pourtant une même certitude de 95,4 %. Ces analyses contradictoires contribuent à semer le doute sur la fiabilité de la datation au carbone 14. D’autant que de nombreux experts mettent en avant les différents épisodes d’altération liés à la pollution et ou la manipulation à travers le temps : ainsi la Tunique a été « cachée, peut-être brûlée partiellement ou « chauffée » durant les Guerres de Religion, ; elle a aussi été mise en contact avec des matériaux organiques en décomposition, en 1793, lorsque le curé d’Argenteuil, le Révérend Père Ozet, afin de sauver la tunique du vandalisme révolutionnaire, l’a enterrée dans son jardin où elle est restée deux ans : un séjour susceptible de fausser la datation au carbone 14. Selon, Mme Van Oosterwyck (auteur de l’ouvrage Le radiocarbone face au Linceul de Turin, Editions F.-X. de Guibert, 1999), son histoire peut poser un problème pour la datation au Carbone 14 qui « est moins probante quand on analyse le carbone d’un ancien sol ou d’une ancienne tourbe ». Hypothèse reprise dans un ouvrage récent de Jean-Christian Petitfils qui remet en cause ces résultats en arguant que l'état de la relique, notamment polluée par le feu à l'occasion de divers incendies, ait pu fausser les résultats. 
Est également mis en avant la cohérence du groupe sanguin AB relevé tant sur la tunique d'Argenteuil que sur le suaire de Turin ou celui d'Oviedo, les objets liés par la tradition au supplice de la Passion, comme un argument plaidant en faveur de l'authenticité de ces trois reliques. 
Si l'authenticité de la Tunique continue de faire débat, elle n’en conserve pas moins, d'une part, une valeur historique certaine, en dehors même de sa dimension symbolique, comme le souligne Serge Pitiot, Conservateur des Monuments Historiques. D'autre part, pour l'Église, il faut moins s'attacher à la question de l'authenticité des reliques qu'à la démarche de foi, qu'au questionnement sur la passion et l'incarnation ou encore qu'au "mystère de l’unité de l’Église dans sa diversité" (à l’image de la tunique sans couture) qu'elles peuvent induire chez les croyants et non croyants.

### Ostensions
Le rythme traditionnel est de deux présentations de la Tunique par siècle. Une ostension solennelle de la tunique a eu lieu pendant les fêtes de Pâques 1984. En six jours, la tunique voit défiler 80 000 personnes. Les pèlerinages publics à la Tunique d'Argenteuil ont recommencé depuis 2005, le premier dimanche de la Passion. La dernière ostension de la Sainte Tunique d'Argenteuil a eu lieu exceptionnellement du 25 mars au 10 avril 2016 et a mobilisé plus de 200 000 pèlerins, chiffre repris par diverses sources. Une nouvelle grande ostention a été annoncée par Mgr Stanislas Lalanne, évêque du Val d'Oise, en 2025, à l'occasion du Jubilé Mondial et du 1700e anniversaire du Concile œcuménique de Nicée.

## La tradition orientale

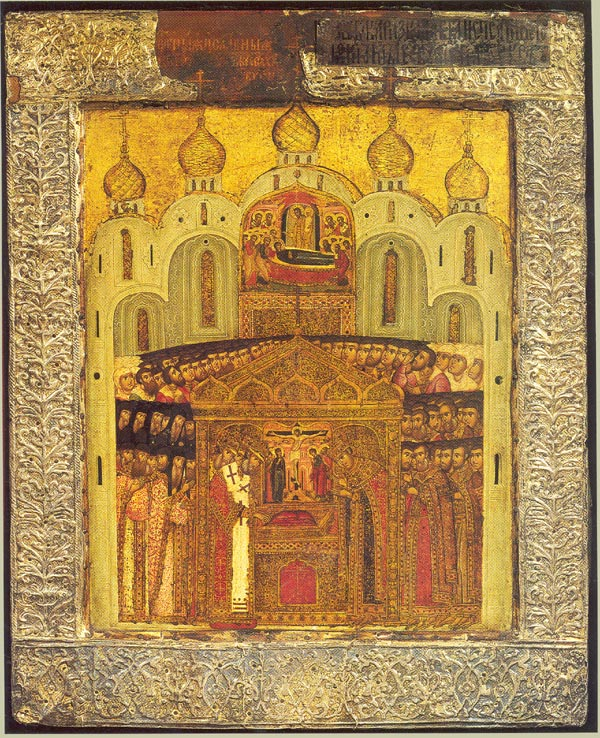
Icône rappelant la déposition à Moscou de la Sainte Tunique du Christ en 1625.

L'Église orthodoxe orientale a également conservé une tradition en ce qui concerne les vêtements portés par Jésus pendant la Passion.
Selon la tradition de l'Église orthodoxe géorgienne, le chitôn aurait été acquis par un rabbin juif de Géorgie du nom d'Elioz (Elias), présent à Jérusalem au moment de la crucifixion, et aurait été acheté à un soldat romain. Il l'emporta avec lui quand il retourna dans sa ville natale de Mtskheta, en Géorgie, où il a été conservé jusqu'à ce jour sous une crypte de la cathédrale patriarcale de Svetitskhoveli. La fête en l'honneur du « chiton du Seigneur » est célébrée le 1er octobre
Une partie de l'himation se serait également retrouvé en Géorgie et placé dans le trésor de la cathédrale de Svetitskhoveli, où il est resté jusqu'au XVIIe siècle. Ensuite, le shah de Perse Abbas Ier, lorsqu'il a envahi la Géorgie, a emporté la robe. Le shah en a ensuite fait don au patriarche Philarète, qui le lègue à son fils le tsar Michel Ier en 1625. L'authenticité de la robe est attestée par Nectaire, archevêque de Vologda et par le patriarche de Jérusalem Théophane. 
Plus tard, deux morceaux de la robe ont été déposées à Saint-Pétersbourg : l'un dans la cathédrale du palais d'Hiver, l'autre dans la cathédrale Pierre-et-Paul. Une partie de la robe est également conservée à la cathédrale de la Dormition à Moscou, et de petites portions à Kiev en la cathédrale Sainte-Sophie, au monastère Ipatiev près de Kostroma et dans certains autres anciens monastères.
L'Église orthodoxe russe commémore le placement de la « Robe du Seigneur » à Moscou, le 10 juillet. À Moscou chaque année ce jour-là, la robe est solennellement mis en évidence à la chapelle de la Dormition de la cathédrale. Elle est exposée à la vénération des fidèles au cours de services liturgiques.

### Filmographie
Le péplum La Tunique avec Richard Burton d'après un livre de Lloyd C. Douglas, fut le premier film en cinémascope relatant pour partie l'histoire de la Sainte Tunique, sitôt après la mort de Jésus Christ. 